# MT-110ロケット
MT-110ロケットは文部省宇宙科学研究所（現宇宙航空研究開発機構宇宙科学研究所）が国立極地研究所と共同で開発した観測ロケットである。

## 概要
中層大気国際協同観測（MAP）の一環として第26次南極観測隊(JARE-26)において南極大陸上空中層大気の内部重力波を観測することを目的として開発された。MT-135よりも小型で扱いやすく同等の性能を持つロケットを目指して開発が進められた。しかし、飛翔試験を行ったところ、尾翼部の空気抵抗が過大であったことなどから高度性能が要求性能よりも著しく低かった。改善を行うにしても考慮すべき問題が多大であり、開発期間がわずかしか残されていなかったことから採用はされなかった。1984年に2機が飛翔している。2号機では1号機の飛翔結果を受けた改良が行われた。
代替としてはS-160JA, S-210JA, S-310JAなどで行われた事のある南極仕様への改良をMT-135に施したMT-135JAが採用された。

## 飛翔実績
| 通番     | 打ち上げ日時(JST) | 打ち上げ場所 | 到達高度 | 実験内容     |
| -------- | ----------------- | ------------ | -------- | ------------ |
| MT-110-1 | 1984年2月16日     | 内之浦       | -        | 飛翔性能試験 |
| MT-110-2 | 1984年9月6日      | 内之浦       | -        | 飛翔性能試験 |